# Albert Leopold Mills

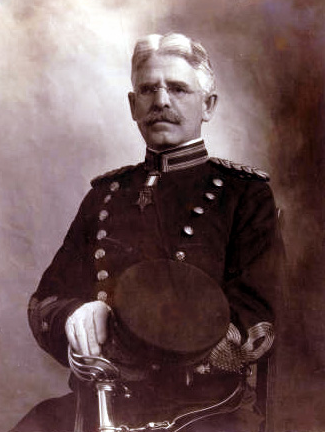
Albert Leopold Mills

Albert Leopold Mills (* 7. Mai 1854 in Manhattan, New York City; † 18. September 1916 in Washington, D.C.) war ein Generalmajor der United States Army. Er war unter anderem als Superintendent Leiter der Militärakademie West Point.
Nach seiner Schulzeit absolvierte Albert Mills zwischen dem 1. Juli 1874 und dem 13. Juni 1879 die Militärakademie in West Point. Nach seinem dortigen Abschluss wurde er als Leutnant der Kavallerie zugeteilt. In den frühen 1880er Jahren diente er während der Endphase der Indianerkriege im Westen der Vereinigten Staaten in den späteren Bundesstaaten Washington, Idaho und Montana. Für kurze Zeit war er Anfang des Jahres 1884 auch in den Jefferson Barracks südlich von St. Louis in Missouri stationiert. Zwischen August 1886 und Juli 1887 war er Lehrer an der Militärschule Citadel in Charleston in South Carolina. Anschließend war er wieder im Nordwesten der USA eingesetzt, wo er im Gebiet des späteren Staates Montana in Gefechte mit Indianern verwickelt war.
Zwischen April 1892 und November 1894 war Mills in Fort Grant im Arizona-Territorium stationiert. Anschließend war er bis April 1898 Lehrer an der Infantry and Cavalry School in Fort Leavenworth in Kansas. Albert Mills nahm anschließend am Spanisch-Amerikanischen Krieg teil und war dabei am 1. Juli 1898 in der Nähe von Santiago de Cuba in die Schlacht von San Juan Hill involviert. Dabei fiel er durch seine Tapferkeit auf, wofür er später mit der Medal of Honor ausgezeichnet wurde. Allerdings erlitt er bei dieser Schlacht auch eine Kopfverletzung.
Nach einer durch seine Verletzung bedingten Pause wurde Albert Mills von US-Präsident William McKinley am 20. September 1898 als Nachfolger von Oswald Herbert Ernst zum neuen Leiter der Militärakademie in West Point ernannt. Dabei wurde er aufgrund seiner Verdienste während des Krieges vom Oberleutnant unter Überspringen aller Zwischenränge zum Oberst befördert. Allerdings hatte er während des Krieges bei den Freiwilligen, nicht aber in der regulären Armee, den Rang eines Hauptmanns bekleidet. Mills bekleidete das Amt des Leiters der Militärakademie in West Point bis zum 31. August 1906. Bedingt durch den Offiziersmangel im Zusammenhang mit dem Spanisch-Amerikanischen und dem Philippinisch-Amerikanischen Krieg wurde die Ausbildung der Jahrgänge 1899 und 1901 verkürzt. Aus dem gleichen Grund wurde im Jahr 1900 die Zahl der Kadetten auf 481 erhöht. In jenen Jahren begann auch eine Modernisierung der Infrastruktur der Akademie. Ein Problem an der Akademie war auch die damals übliche Praxis, dass ältere Kadetten jüngere unnötig schikanierten. Einen tragischen Höhepunkt bildete der Tod von Oscar Booz im Dezember 1900, der mit solchen Schikanen in Zusammenhang gebracht wurde. Dieser Fall führte sogar zu einer Anhörung im Kongress. Mills setzte sich in seiner Amtszeit entschieden gegen die Praxis des Schikanierens ein.
Noch während seiner Zeit als Leiter der West-Point-Akademie wurde Albert Mills am 8. Januar 1904 zum Brigadegeneral befördert. Nach West Point übernahm er bis 1909 einige Kommandos auf den Philippinen. Dazu gehörte der Oberbefehl über das Militär-Department von Luzon. Es folgten einige kurzfristige Kommandos über Einheiten in Georgia (Department of the Gulf) und in Galveston in Texas, wo er im Jahr 1911 für drei Monate eine Brigade kommandierte. Danach wurde er Generalstabsoffizier. Seit 1912 war Mills als Nachfolger von Robert K. Evans im Amt des Chief of the National Guard Bureau verantwortlich für die Organisation und Operationen der Nationalgarde der Vereinigten Staaten. Schwerpunkt seiner dortigen Arbeit war der geplante Einsatz von Truppen an der mexikanischen Grenze, der als Mexikanische Expedition in die Geschichte einging. Diese Position bekleidete er bis zu seinem überraschenden Tod in Folge einer Lungenentzündung am 18. September 1916. Nur wenige Wochen zuvor, am 14. Juli 1916, war er zum Generalmajor befördert worden. Albert Mills war seit 1883 mit Alada Thurston Paddock verheiratet. Er wurde auf dem Friedhof der Akademie in West Point beigesetzt.